# Friedrich III. (Dänemark und Norwegen)

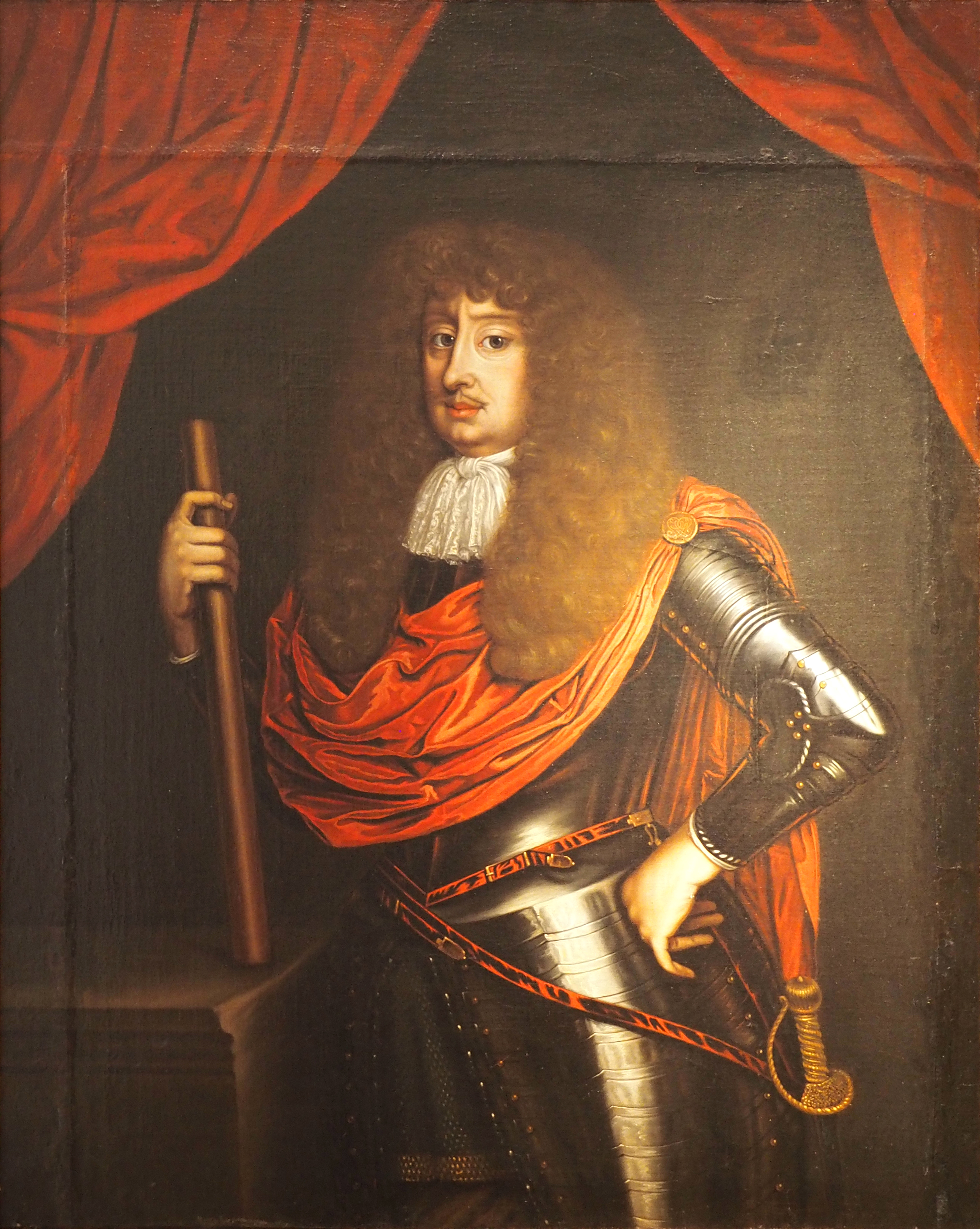
König Friedrich III. von Dänemark und Norwegen

Friedrich III., dänisch Frederik III. (* 18. März 1609 in Haderslev (deutsch: Hadersleben); † 9. Februar 1670 in Kopenhagen), war König von Dänemark und Norwegen von 1648 bis 1670 und Graf von Oldenburg und Delmenhorst von 1667 bis 1670.
Friedrich III. begründete den Absolutismus in Dänemark und Norwegen, der in Norwegen über fast 150 und in Dänemark über 200 Jahre Bestand hatte.

## Leben
Friedrich III. war der dritte Sohn von Christian IV. von Dänemark und Norwegen (1577–1648) und dessen erster Gemahlin Anna Katharina von Brandenburg, der ältesten Tochter des Kurfürsten Joachim Friedrich von Brandenburg (1546–1608) aus dessen erster Ehe mit Katharina (1549–1602), Tochter des Markgrafen Johann von Brandenburg-Küstrin (1513–1571). 

### Geistlicher Fürst

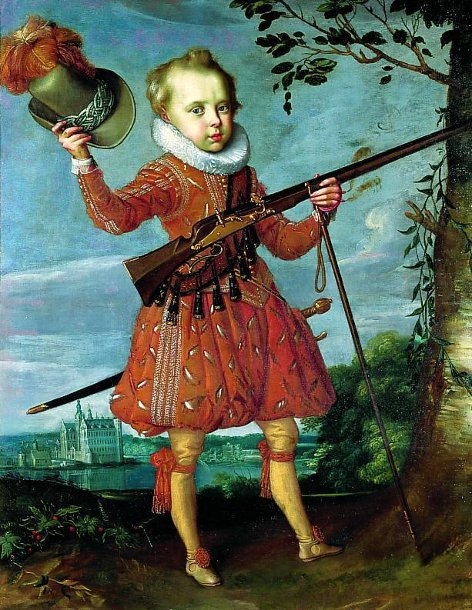
Friedrich als Kind von Pieter Isaacsz

Sein Vater versuchte, über ihn Einfluss auf die norddeutschen Bistümer zu erlangen. Bereits mit fünf Jahren wurde der evangelisch getaufte Friedrich Domherr in Verden, ein Jahr später auch in Bremen. 1619 gelang es seinem Vater, ihn zum Koadjutor von Verden wählen zu lassen, und von 1623 bis 1629 war er dort auch Bischof. Zusätzlich wurde er 1626 Koadjutor von Osnabrück und auch in Halberstadt war er Dompropst. Wegen des Dreißigjährigen Krieges wuchs der junge Friedrich jedoch in Dänemark auf. Im Lübecker Frieden am 12. Mai 1629 musste Christian IV. auf Friedrichs Ansprüche in den norddeutschen Bistümern verzichten.
1631 ernannte sein Vetter, der Erzbischof von Bremen, Johann Friedrich von Schleswig-Holstein-Gottorf, ihn zum Koadjutor von Bremen. Als Johann Friedrich 1634 starb, wurde Friedrich als Friedrich II. sein Nachfolger als Erzbischof von Bremen und ebenso als Bischof von Verden. Die anderen Bischofssitze behielt er weiter, was unter katholischen Kirchenfürsten jener Zeit nicht minder üblich war (Vgl. etwa Heinrich XXVII. von Schwarzburg und Ferdinand I. von Münster). Bereits zu seiner Bremer Zeit war Christoffer von Gabel Friedrichs enger Vertrauter, der seine Finanzen abwickelte. Diese Titel, die mit dem Besitz der jeweiligen Hochstifte verbunden waren, verlor er im Frieden von Brömsebro 1645 wieder, als Bremen und Verden nach dem von Dänemark verlorenen Torstenssonkrieg in den Besitz Schwedens übergingen. Dieses Recht wurde im Westfälischen Frieden bestätigt. Als Ersatz für die entgangenen Einnahmen wurde Friedrich 1647 zum Statthalter der Herzogtümer Schleswig und Holstein ernannt.

### Beginn der Königsherrschaft
Nach dem Tod seines älteren Bruders, des Kronprinzen Christian († 1647), war er der älteste Sohn seines Vaters, trotzdem wählte ihn der dänische Reichsrat nach dem Tode Christians IV. am 28. Februar 1648 erst nach langen Verhandlungen und Zugeständnissen seitens Friedrichs. Am 8. Mai unterschrieb er eine vorläufige Wahlkapitulation, bei seiner Huldigung unterschrieb er die endgültige Fassung.
Bereits zu Beginn seiner Herrschaft versuchte Friedrich sich von der Übermacht des Adels zu befreien, insbesondere von der sogenannten Schwiegermutterpartei, den Ehemänner seiner Halbschwestern aus der zweiten, morganatischen Ehe seines Vaters mit Kirsten Munk. Als Erster wurde gleich 1648 Christian von Pentz entlassen, der bereits bei Christian IV. wegen Trunksucht in Ungnade gefallen war. Gegen den mächtigsten der Schwiegersöhne, den Reichshofmeister Corfitz Ulfeldt, stellte Friedrich Untersuchungen wegen Veruntreuung an. Die Behauptung der Dina Vinhofvers 1651, Ulfeldt plane einen Mordanschlag auf den König, führte zu Ulfeldts Flucht – unter Mitnahme seines Vermögens – nach Schweden, wo er Karl X. Gustav im Krieg gegen Dänemark ab 1657 unterstützte. Seine Frau, Friedrichs Halbschwester Leonora Christina, wurde unter seiner Herrschaft 1663 festgenommen und verbrachte fast 22 Jahre im Gefängnis.
Mehr Vertrauen als in den Adel setzte Friedrich III. in seinen langjährigen bürgerlichen Wegbegleiter Christoffer Gabel, den er zum Königlichen Kammerschreiber und Umschlagsverwalter ernannte und der zeit seines Lebens sein wichtigster Berater war.
1648 gründete Friedrich, der ein Freund von Büchern, Kunstwerken und Raritäten war, die Dänische Königliche Bibliothek, die heutige Nationalbibliothek des Landes.

### Krieg gegen Schweden

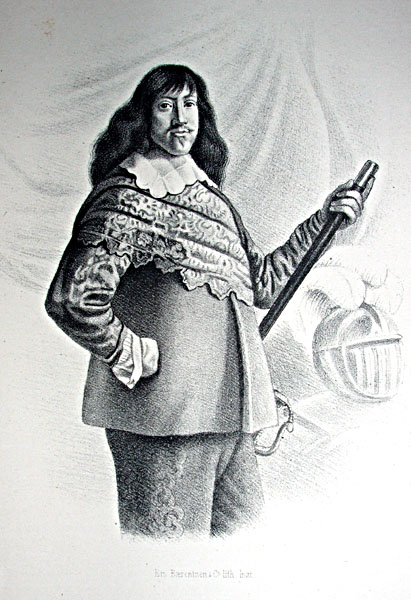
Friedrich III. von Dänemark und Norwegen

Am 1. Juli 1657 erklärte Friedrich Schweden den Krieg. Er hoffte damit die im Torstenssonkrieg 1645 verlorenen Gebiete zurückzugewinnen. Die Gelegenheit dazu schien im Sommer 1657 günstig, da er den schwedischen König durch den Krieg in Polen beschäftigt glaubte. Dieser hatte am 20. Juni 1657 in der Schlacht bei Czarny Ostrów den Verlust seines Trosses hinnehmen müssen. Karl X. Gustav verließ sofort den polnischen Kriegsschauplatz und marschierte am 30. Januar 1658 über das Eis des Kleinen und Großen Belt in Dänemark ein und bedrohte Kopenhagen. Unterstützt wurde er von Herzog Friedrich III. von Schleswig-Holstein-Gottorf, der zusammen mit seinem Kanzler Johann Adolph Kielmann von Kielmannsegg die Abhängigkeit des Herzogtums Schleswig-Holstein-Gottorf von Dänemark beenden wollte. Geldmittel erhielt er von Corfitz Ulfeldt. Friedrich, der nicht mit einem Angriff auf Seeland gerechnet hatte, musste bereits am 28. Februar 1658 in den Frieden von Roskilde einwilligen, wodurch er Schonen, Halland, Blekinge, Bohusland, die Inseln Bornholm und Hven und das Stift Drontheim an Schweden abtreten und die Souveränität des Herzogs von Schleswig-Holstein-Gottorf anerkennen musste.
Im August 1658 griffen die Schweden erneut Kopenhagen an und belagerten die Stadt anderthalb Jahre lang. Friedrich berief mit Hans von Schack einen erfahrenen Soldaten und Festungskommandanten zum Oberkommandierenden und konnte im Verbund mit einer holländischen Hilfsflotte unter Admiral Jacob van Wassenaer Obdam sowie mit Hilfe des Kurfürsten Friedrich Wilhelm von Brandenburg den Angriff bei Nyborg am 14. November 1659 abwehren und so die Souveränität Dänemarks retten. Nach dem Tod des schwedischen Königs wurde im Frieden von Kopenhagen am 5. Juni 1660 im Wesentlichen die Vereinbarung aus dem Roskilde-Vertrag bestätigt, allerdings fielen Trondheim und Bornholm an Dänemark zurück, und die Insel Ven ging in schwedischen Besitz über.

### „Vertragsmäßiger Staatsstreich“
Friedrich berief hierauf einen Reichstag ein, um mit ihm über die Konsolidierung der Finanzen, der Armee, der Marine und des Handels zu beraten. Die Geistlichkeit und der Bürgerstand betrachteten als Mittel dazu die Demütigung des Adels und die Erhöhung der königlichen Macht, weshalb Dänemark für ein Erbreich in männlicher und weiblicher Linie und der König für völlig souverän erklärt wurde (13. Oktober 1660). Am 18. Oktober 1660 legten die Stände nach der Erbhuldigung einen erneuten Eid gegenüber dem nun absolutistischen Herrscher ab. Am 10. Januar 1661 wurde ihm die entsprechende Akte – das Souveränitätsgesetz – überreicht, und am 14. November 1665 unterzeichnete er das von Peder Schumacher Griffenfeld entworfene „Königsgesetz“ (dänisch Kongelov, die „lex regia“), nach welchem in Dänemark und Norwegen eine völlig unumschränkte Monarchie hergestellt und der Reichsrat wie der Reichstag abgeschafft wurden; doch wagte man diese Neuerungen erst bei der Krönung des Nachfolgers 1670 vollständig bekannt zu machen.

## Heirat und Nachkommen

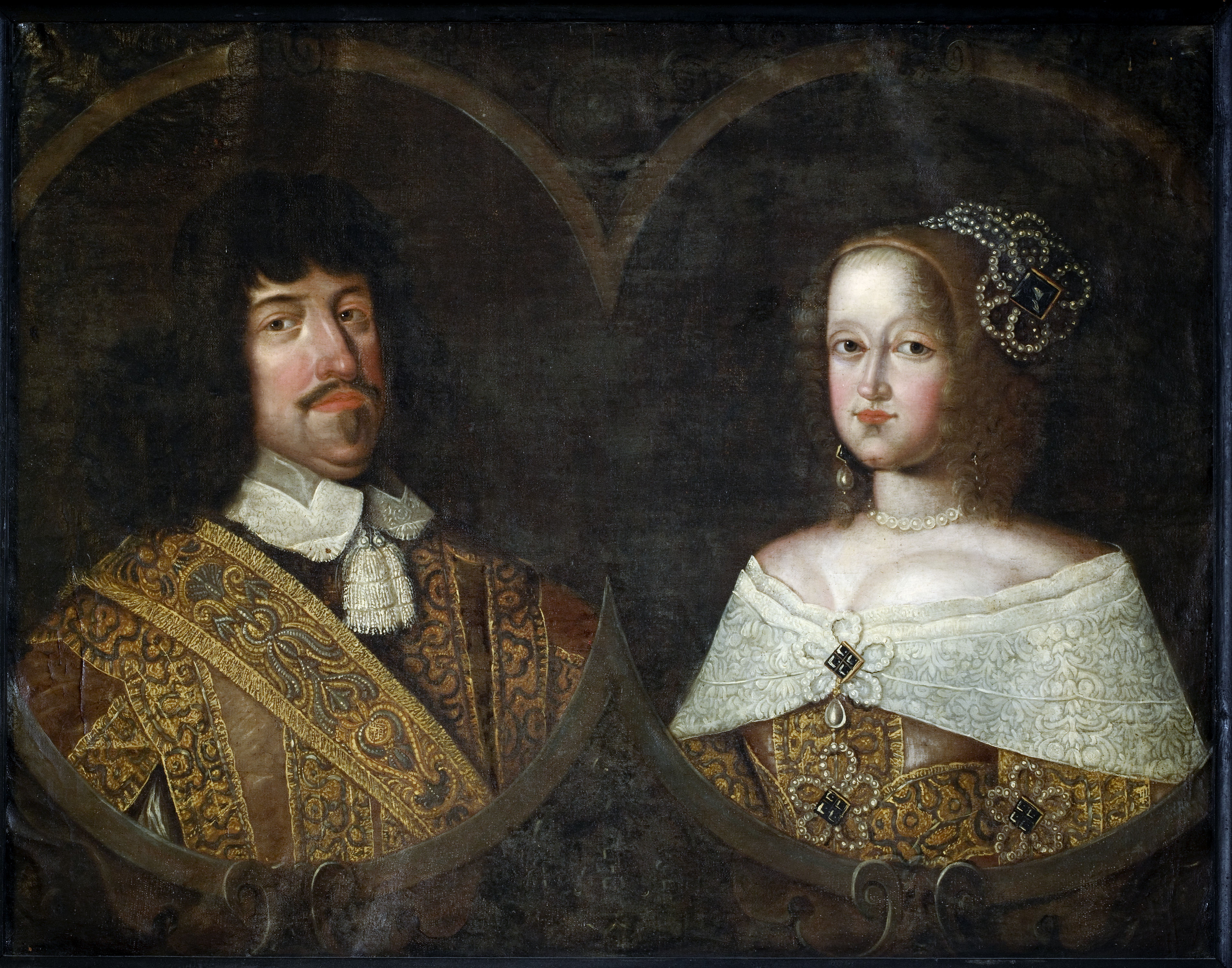
Friedrich III. und Sophie Amalie von Braunschweig-Calenberg

1643 heiratete er Sophie Amalie von Braunschweig-Calenberg (1628–1685), die ihm die folgenden acht Kinder gebar:
- Christian V. (* 15. April 1646; † 25. August 1699), König von Dänemark ⚭ 1667 Charlotte Amalie von Hessen-Kassel
- Anna Sophie (* 1. September 1647; † 1. Juli 1717) ⚭ 1666 Johann Georg III., Kurfürst von Sachsen
- Friederike Amalie (* 11. April 1649; † 30. Oktober 1704) ⚭ 1667 Christian Albrecht, Herzog von Schleswig-Holstein-Gottorf
- Wilhelmine Ernestine (* 30. Juni 1650; † 23. April 1706) ⚭ 1671 Karl II., Kurfürst von der Pfalz
- Friedrich (* 11. Oktober 1651; † 14. März 1652)
- Georg (* 1. Mai 1653; † 8. November 1708), Prinzgemahl von Großbritannien ⚭ 1683 Königin Anna
- Ulrike Eleonore (* 11. September 1656; † 26. Juli 1693) ⚭ 1680 Karl XI., König von Schweden
- Dorothea (* 16. November 1657; † 15. Mai 1658)

Zudem war er Vater des unehelichen Sohnes Ulrich Friedrich, Graf von Güldenlöw-Laurvig (1638–1704).

## Vorfahren
|  |                                                            |  |  |  |  |  |  |  |  |  |  |  |  |
|  | Christian III. König von Dänemark und Norwegen (1503–1559) |  |  |  |  |  |  |  |  |  |  |  |  |
|  |                                                            |  |  |  |  |  |  |  |  |  |  |  |  |
|  |                                                            |  |  |  |  |  |  |  |  |  |  |  |  |
|  | Friedrich II. König von Dänemark und Norwegen (1534–1588)  |  |  |  |  |  |  |  |  |  |  |  |  |
|  |                                                            |  |  |  |  |  |  |  |  |  |  |  |  |
|  |                                                            |  |  |  |  |  |  |  |  |  |  |  |  |
|  | Dorothea von Sachsen-Lauenburg (1511–1571)                 |  |  |  |  |  |  |  |  |  |  |  |  |
|  |                                                            |  |  |  |  |  |  |  |  |  |  |  |  |
|  |                                                            |  |  |  |  |  |  |  |  |  |  |  |  |
|  | Christian IV. König von Dänemark und Norwegen (1577–1648)  |  |  |  |  |  |  |  |  |  |  |  |  |
|  |                                                            |  |  |  |  |  |  |  |  |  |  |  |  |
|  |                                                            |  |  |  |  |  |  |  |  |  |  |  |  |
|  | Ulrich Herzog von Mecklenburg (1527–1603)                  |  |  |  |  |  |  |  |  |  |  |  |  |
|  |                                                            |  |  |  |  |  |  |  |  |  |  |  |  |
|  |                                                            |  |  |  |  |  |  |  |  |  |  |  |  |
|  | Sophie von Mecklenburg (1557–1631)                         |  |  |  |  |  |  |  |  |  |  |  |  |
|  |                                                            |  |  |  |  |  |  |  |  |  |  |  |  |
|  |                                                            |  |  |  |  |  |  |  |  |  |  |  |  |
|  | Elisabeth von Dänemark (1524–1586)                         |  |  |  |  |  |  |  |  |  |  |  |  |
|  |                                                            |  |  |  |  |  |  |  |  |  |  |  |  |
|  |                                                            |  |  |  |  |  |  |  |  |  |  |  |  |
|  | Friedrich III. König von Dänemark und Norwegen             |  |  |  |  |  |  |  |  |  |  |  |  |
|  |                                                            |  |  |  |  |  |  |  |  |  |  |  |  |
|  |                                                            |  |  |  |  |  |  |  |  |  |  |  |  |
|  | Johann Georg Kurfürst von Brandenburg, (1525–1598)         |  |  |  |  |  |  |  |  |  |  |  |  |
|  |                                                            |  |  |  |  |  |  |  |  |  |  |  |  |
|  |                                                            |  |  |  |  |  |  |  |  |  |  |  |  |
|  | Joachim Friedrich Kurfürst von Brandenburg (1546–1608)     |  |  |  |  |  |  |  |  |  |  |  |  |
|  |                                                            |  |  |  |  |  |  |  |  |  |  |  |  |
|  |                                                            |  |  |  |  |  |  |  |  |  |  |  |  |
|  | Sophia von Liegnitz (1525–1546)                            |  |  |  |  |  |  |  |  |  |  |  |  |
|  |                                                            |  |  |  |  |  |  |  |  |  |  |  |  |
|  |                                                            |  |  |  |  |  |  |  |  |  |  |  |  |
|  | Anna Katharina von Brandenburg (1575–1612)                 |  |  |  |  |  |  |  |  |  |  |  |  |
|  |                                                            |  |  |  |  |  |  |  |  |  |  |  |  |
|  |                                                            |  |  |  |  |  |  |  |  |  |  |  |  |
|  | Johann Markgraf von Brandenburg-Küstrin (1513–1571)        |  |  |  |  |  |  |  |  |  |  |  |  |
|  |                                                            |  |  |  |  |  |  |  |  |  |  |  |  |
|  |                                                            |  |  |  |  |  |  |  |  |  |  |  |  |
|  | Katharina von Brandenburg-Küstrin (1549–1602)              |  |  |  |  |  |  |  |  |  |  |  |  |
|  |                                                            |  |  |  |  |  |  |  |  |  |  |  |  |
|  |                                                            |  |  |  |  |  |  |  |  |  |  |  |  |
|  | Katharina von Braunschweig-Wolfenbüttel (1518–1574)        |  |  |  |  |  |  |  |  |  |  |  |  |
|  |                                                            |  |  |  |  |  |  |  |  |  |  |  |  |
|  |                                                            |  |  |  |  |  |  |  |  |  |  |  |  |